# Diputació Permanent (Espanya)
La Diputació Permanent és l'òrgan constituït en cadascuna de les cambres polítiques de les Corts Generals. Així mateix és la que exerceix el poder legislatiu en el moment en el qual qualsevol d'aquestes dues cambres tinguin tancats els seus períodes de sessions.
A Espanya aquest òrgan apareix recollit en l'article 78 de la Constitució Espanyola, i està formada almenys per 21 diputats.
A la Diputació Permanent li correspon la següent funció: 
- Sol·licitar la reunió de les cambres en sessió extraordinària.
- Assumir les facultats que corresponguin a les cambres en matèria de decrets llei i d'estats d'alarma, excepció i de setge, en cas que aquelles haguessin estat dissoltes o expirat el seu mandat.
- Vetllar pels poders de les cambres quan aquestes no estiguin reunides.

Expirat el mandat, o en cessament per dissolució, la Diputació Permanent seguirà exercint les seves funcions fins a la constitució de les noves Corts Generals, i un cop reunida la nova cambra respectiva explicarà dels assumptes tractats i de les seves decisions.

## Diputació permanent del Congrés dels Diputats
Està presidida pel President del Congrés dels Diputats i està formada per mínim 21 membres representants dels grups parlamentaris de manera proporcional.
D'entre els seus membres elegeix, dos videpresidents i dos secretaris seguint el mateix procediment que per a l'elecció dels membres de la Mesa.

## Diputació permanent del Senat
Està presidida pel President del Senat i està formada per mínim 21 membres. No poden ser-ne membres els que ja en són del Govern espanyol.
La Mesa de la Diputació està formada pel President del Senat, els dos vicepresidents de la Mesa del Senat i els secretaris primer i tercer d'aquella.